# SYR4: Goodbye 20th Century
SYR4: Goodbye 20th Century je dvojalbum americké rockové kapely Sonic Youth. Patří do řady alb vydaných pod vydavatelstvím skupiny Sonic Youth Recordings (odtud zkratka SYR v názvu). Celé album je směsicí experimentálních písní i známých skladeb, avšak v podání Sonic Youth i dalších hudebníků jako Christian Marclay, William Winant, Wharton Tiers a Takehisa Kosugi.

## Skladby

### CD 1
1. "Edges" – 16:03
2. "Six (3rd Take)" – 3:03
3. "Six for New Time" – 8:06
4. "+-" – 7:01
5. "Voice Piece for Soprano" – 0:17
6. "Pendulum Music" – 5:55

### CD 2
1. "Having Never Written a Note for Percussion" – 9:09
2. "Six (4th Take)" – 2:10
3. "Burdocks" – 13:12
4. "Four6" – 30:01
5. "Piano Piece #13 (Carpenter's Piece)" – 3:58
6. "Pièce enfantine" – 1:28
7. "Treatise (Page 183)" – 3:25